# Arreste
Arreste (em armênio: Առեստ; Aṙest) ou Arrestavão (em armênio: Առեստավան; romaniz.: Aṙestavan) era uma cidade da porção oriental do cantão de Aliovita, na Turuberânia, que deve ter pertencido aos domínios reais da dinastia arsácida. Estava no extremo canto nordeste do lago de Vã, na boca do Bendimã. Os seus pesqueiros reais são mencionados por Fausto, o Bizantino e na obra de Ananias de Siracena, enquanto Lázaro de Farpe se referiu a ela como sendo de grandes proporções, tendo lhe designado cosmópole. Em 364, próximo a ela, o general armênio Bagos Mamicônio derrotou decisivamente o general sassânida Andicã no contexto da invasão da Armênia por tropas do xá Sapor II (r. 309–379). Antes, em 337, outra vitória decisiva foi decidida por Vache I e Vaanes I contra tropas de Sapor II e o traidor Databe Besnúnio.